# William Hovell
William Hilton Hovell (26 de abril de 1786 – 9 de noviembre de 1875) fue un explorador inglés de Australia. Es más conocido por haber formado parte de la Expedición de Hume y Hovell en 1824, una de las importantes exploraciones del interior de Australia en la primera mitad del siglo XIX.

## Biografía
Hovell nació en Yarmouth, Norfolk, Inglaterra. Su padre fue un capitán y codueño de un barco mercante del mediterráneo, en el cual, durante un viaje en 1794, fue capturado por los franceses y llevado a tierra, en donde fue retenido como prisionero de guerra por dos años. William, quien tenía solo 10 años de edad en ese entonces, se fue al mar para poder ganarse la vida. Luego de pasar por la dura vida de ayudante de trinquete, a sus 20 años fue nombrado segundo oficial del Zenobia en rumbo a Perú, y dos años después fue capitán del buque comercial Juno en rumbo a Río de Janeiro, y otros. Luego decidió ir a Australia, llegando a Sídney en el barco Earl Spencer junto a su esposa Esther Arndell (hija del cirujano Thomas Arndell) y sus dos hijos, un niño y una niña, el 9 de octubre de 1813. Asociándose con Simeon Lord, Hovell se convirtió en el maestro de un barco y realizó varios viajes comerciales a lo largo de la costa este de Australia y hacia Nueva Zelanda.
En junio de 1816, mientras se encontraba al mando del barco The Brothers, naufragó en Kent Group, Estrecho de Bass, y junto con ocho miembros de su tripulación sobrevivió por 10 semanas con el trigo que llevaban como carga y que era arrastrado a la costa por la marea. Finalmente fueron rescatados por el Spring. En 1819 se fue a vivir en un terreno cerca de Sídney y exploró un poco hacia el sur; descubrió el valle de Burragorang en 1823.

## Expediciones
En 1824, el gobernador Sir Thomas Brisbane le pidió a Hovell que, junto a Hamilton Hume, explore lo que hoy en día es el sur de Nueva Gales del Sur y Victoria para poder obtener mayor información sobre la posibilidad de que algún río fluya hacia el Golfo de Spencer. Hovell tenía poca experiencia como bosquimano, pero sí era un experimentado navegador.
La expedición oficial que en un principio se había planeado nunca tuvo lugar, por lo que Hume y Hovell decidieron realizarla con sus propios fondos, aunque unos cuantos suministros básicos fueron proveídos por el gobierno. Los exploradores partieron el 3 de octubre de 1824 con seis hombres. Llegaron a la estación de Hume el 13 de octubre, y el 17 de ese mes comenzaron la expedición en sí con cinco bueyes, tres caballos, y dos carretas. El 22 de octubre encontraron que la única manera de cruzar el río Murrumbidgee, en ese entonces desbordado, era el convertir una de las carretas en un tipo de bote utilizando uno de los toldos que les había entregado el gobierno; los hombres, caballos y bueyes cruzaron a nado, y toda su carga finalmente fue cruzada con éxito. Uno o dos días después, en una sección de terreno bien accidentado y lleno de riachuelos, tuvieron grandes dificultades para poder encontrar un camino adecuado para sus carretas cargadas, por lo que el 27 de octubre decidieron abandonarlas. Hasta el 16 de noviembre su travesía cruzó un difícil terreno montañoso. Ese día llegaron a un río grande que Hovell llamó río Hume, ya que "él había sido el primero en avistarlo". Este era en realidad la sección superior del río Murray, descubierto por Charles Sturt pocos años atrás. Era imposible cruzar por allí, pero luego de unos pocos días se encontró un mejor lugar, y tras construir un rudimentario bote, lograron pasar al otro lado. Para el 3 de diciembre habían llegado al río Goulburn, el cual pudieron cruzar sin bote. Durante los siguientes diez días se enfrentaron a un terreno muy difícil, pero finalmente llegaron a una zona más plana y abierta, y el 16 de diciembre avistaron Port Phillip a la distancia. Bordearon su costa en dirección al suroeste y llegaron a lo que hoy en día es Corio Bay cerca de Geelong. Allí el grupo regresó el 18 de diciembre y sabiamente siguieron una ruta más al oeste que era más fácil. El 8 de enero de 1825 terminaron todas sus provisiones, y por unos días subsistieron de pescado y un canguro que habían logrado disparar. El 16 de enero de 1825 llegaron a las carretas que habían dejado atrás, y dos días después al lago George.
El 25 de marzo de 1825 el gobernador Brisbane mencionó los descubrimientos de Hovell y Hume en un comunicado y dijo que pretendía enviar un barco a Western Port y explorarlo. Sin embargo, nada se llevó a cabo hasta la llegada de su sucesor, el gobernador Ralph Darling, quien a finales de 1826 envió una expedición bajo el mando del Capitán Wright a Western Port. Hovell formó parte de esta expedición, y poco después de que llegaron se descubrió su error anterior en la longitud. Hovell exploró y realizó un reporte sobre las tierras que rodeaban Wester Port y el norte de este, y cerca de la costa al este de Cape Paterson descubrió "grandes cantidades de carbón de muy buena calidad". Este fue el primer descubrimiento de carbón en Victoria. Hovell estuvo cinco meses con esta expedición, la cual terminaría siendo su última. En los siguientes diez años hizo lo posible para obtener algún tipo de reconocimiento por parte del gobierno, además de concesiones de tierra de 1.200 acres por su viaje con Hume, y 1.280 por su viaje a Western Port. Parece no haber tenido éxito con esta solicitud, pero debió haber prosperado en su viaje a Goulburn, en donde vivió por el resto de su vida. Murió el 9 de noviembre de 1875, y en 1877 su viuda entregó £6000 a la Universidad de Sídney como un memorial de él, dinero que fue utilizado para fundar el lectorado William Hilton Hovell de geología y geografía física.

## Vida posterior
En 1854 surgió enemistad entre Hume y Hovell que llevó a que cada uno escriba panfletos con versiones contradictorias de su expedición. En diciembre de 1853 Hovell fue honrado con una cena pública en Geelong para celebrar el 29.º aniversario del descubrimiento del distrito.  La noticia de que Hovell había tomado el crédito por el descubrimiento de Geelong llegó a Hume, quien lo tomó muy negativamente. El reporte completo disponible del discurso de Hovell no justificaba la disputa de Hume.
Hume era el bosquimano más experimentado de los dos, y un líder más natural, pero Hovell era un hombre bien educado y de carácter amigable, y durante su expedición conjunta parece que lograron trabajar juntos en forma eficiente. Entre los dos fueron responsables de un excelente e importante descubrimiento. El posterior descubrimiento de carbón por parte Hovell en su visita a Western Port también fue importante; es extraordinario que este descubrimiento haya sido ignorado por un largo periodo de tiempo.
Hovell murió en Sídney el 9 de noviembre de 1875 y fue enterrado en Goulburn, dejando atrás a un hijo.

## Honores
William Hovell Drive, un camino que conecta los distritos de Belconnen y North Canberra en Canberra fue nombrado en su honor.
En 1976, Hume y Hovell fueron conmemorados en una estampilla emitida por Australia Post que mostraba el rostro de ambos.
El lago William Hovell sobre el río King fue nombrado en su honor.
William Hovell Drive entre Matthew Flinders Avenue y John Edgcumbe Way en Endeavour Hills, Victoria, también fue nombrada en su honor.